# Parasaitis femoralis
Parasaitis femoralis là một loài nhện trong họ Salticidae.
Loài này thuộc chi Parasaitis. Parasaitis femoralis được Elizabeth Bangs Bryant miêu tả năm 1950.